# Jüdischer Friedhof (Brieg)

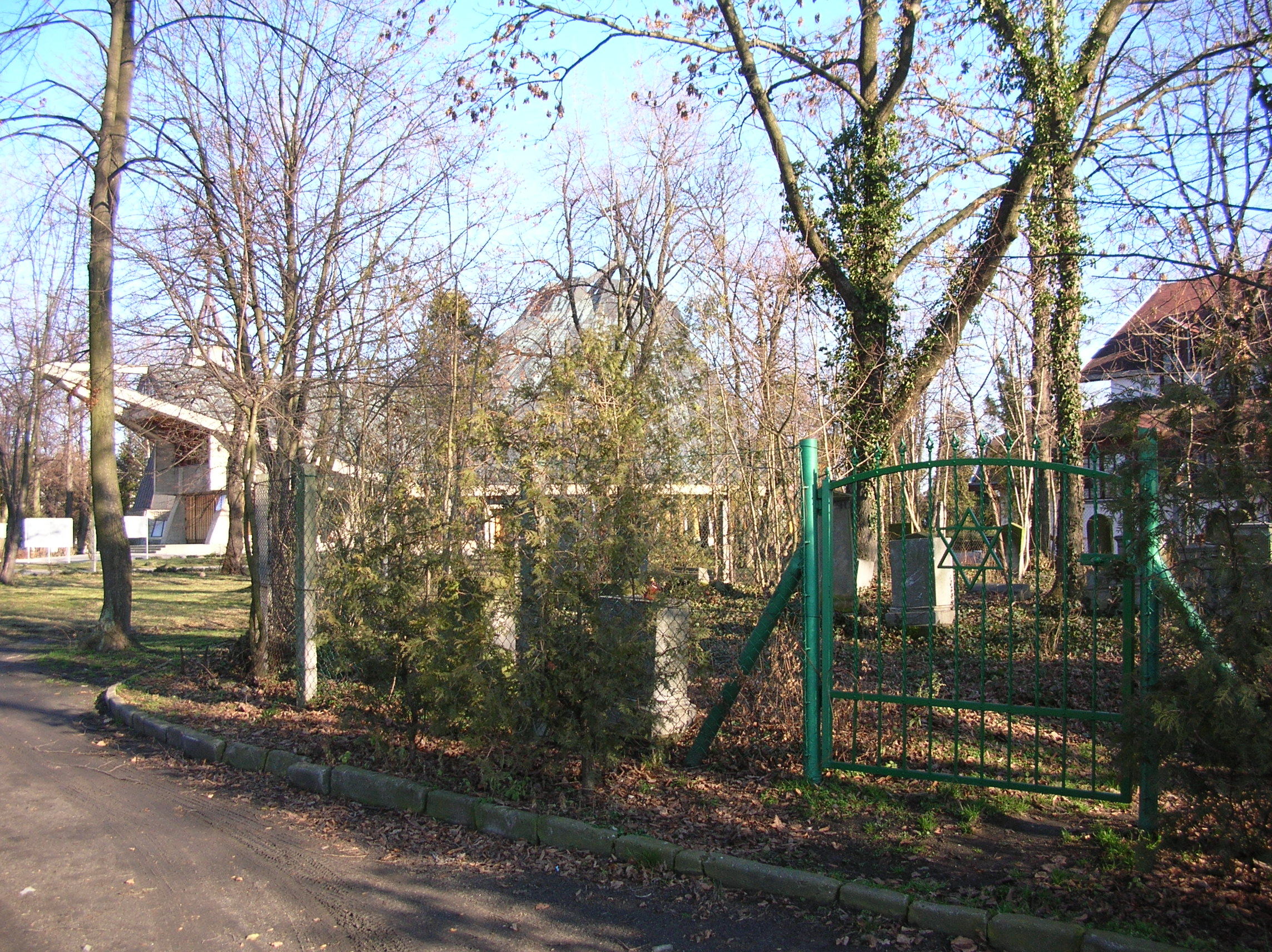
Ansicht des Friedhofs

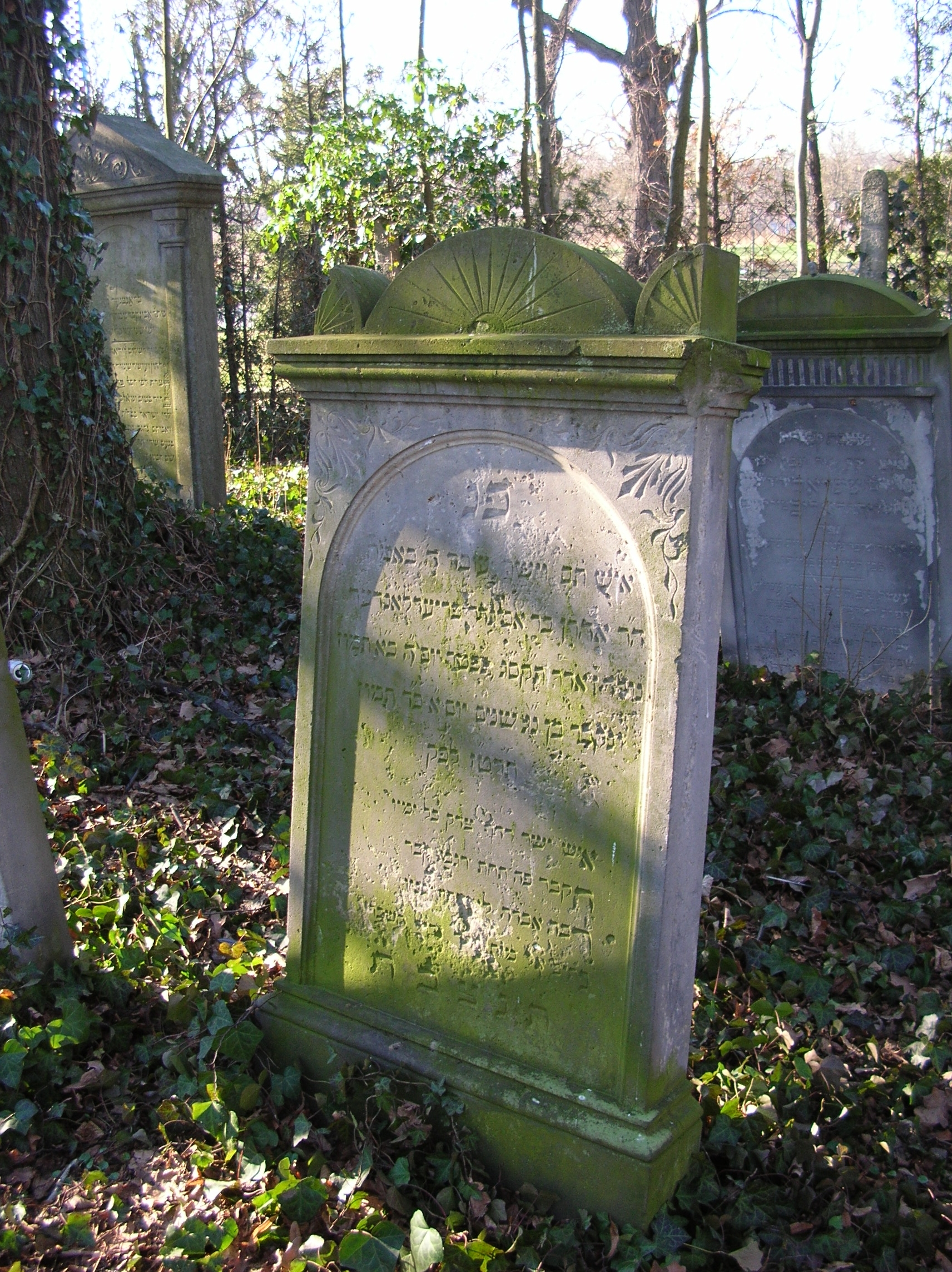
Grabstein

Der Jüdische Friedhof in Brieg (polnisch Brzeg), einer Kreisstadt des Powiat Brzeski in der Woiwodschaft Oppeln in Polen, wurde um 1800 errichtet. Der jüdische Friedhof der ehemaligen jüdischen Gemeinde ist seit 1989 ein geschütztes Baudenkmal.

## Geschichte
Um 1800 konnte die jüdische Gemeinde in Brieg ein Gelände an der Schüsselndorfer Straße erwerben und hier einen Friedhof anlegen. Bis dahin wurden die Verstorbenen entweder auf dem jüdischen Friedhof in Breslau oder auf dem jüdischen Friedhof in Zülz bestattet.